# Ulujami (onderdistrict)
Ulujami is een onderdistrict (kecamatan) in het regentschap Pemalang in de Indonesische provincie Midden-Java op Java, Indonesië.

## Verdere onderverdeling

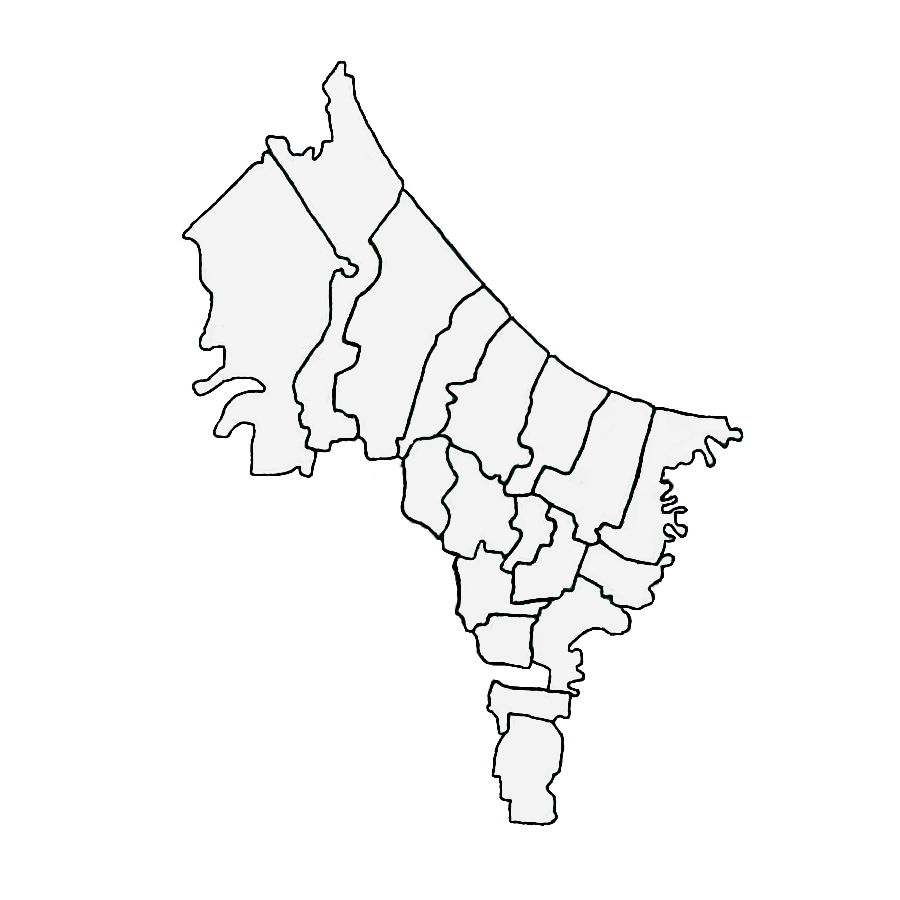
Kaart van dorpen in het district Ulujami

Het onderdistrict Ulujami is anno 2010 verdeeld in 18 kelurahan, plaatsen en dorpen:
| Plaats code | Naam kelurahan, plaatsen en dorpen | Inwoners in 2010 |
| ----------- | ---------------------------------- | ---------------- |
| 001         | Sukorejo                           | 6.224            |
| 002         | Botekan                            | 4.477            |
| 003         | Rowosari                           | 7.092            |
| 004         | Ambowetan                          | 4.123            |
| 005         | Pagergunung                        | 7.207            |
| 006         | Wiyorowetan                        | 3.542            |
| 007         | Samong                             | 5.921            |
| 008         | Tasikrejo                          | 5.085            |
| 009         | Bumirejo                           | 2.635            |
| 010         | Kaliprau                           | 6.869            |
| 011         | Kertosari                          | 3.573            |
| 012         | Pamutih                            | 6.609            |
| 013         | Padek                              | 3.439            |
| 014         | Blendung                           | 5.125            |
| 015         | Ketapang                           | 4.426            |
| 016         | Limbangan                          | 5.937            |
| 017         | Mojo                               | 6.973            |
| 018         | Pesantren                          | 9.020            |